# 볼프 레이에 은하
볼프 레이에 은하는 폭발적 항성 생성 은하의 한 유형으로서 상당한 수의 볼프 레이에 별이 특유의 방출선 스펙트럼을 내보임으로서 은하의 전체 스펙트럼에서 그것이 나타난다. 특히 468.6nm의 HeII와 인접한 선스펙트럼에서 비롯한 넓은 방출 띠는 볼프 레이에 은하를 분류하는 기준이 된다.

## 폭발적 항성 생성 활동
볼프 레이에 별의 수명이 상대적으로 짧기 때문에 이러한 은하에서 폭발적 항성 생성은 수 백만 년 전에 발생해서 100만 년보다 짧은 시간이 지나면 종료될 것이다. 그렇지 않을 경우에는 WR 방출이 다른 다수의 밝은 항성에 압도될 것이다. 

## 같이 보기
- 볼프-레이에 별
- 항성 진화
- 폭발적 항성 생성 은하